# Estagira
Estagira (en griego antiguo: Στάγειρα) o Estagiro (Stágiros) fue una ciudad de la Antigua Grecia en la península Calcídica. Sus restos se encuentran en el departamento geográfico de Macedonia de la Grecia moderna, a ocho km de la localidad de Olympiada, en el término municipal de Aristotelis. Siete kilómetros al suroeste se encuentra la actual Stagira.
La antigua Estagira es famosa por haber sido el lugar de nacimiento de Aristóteles.

## Historia

### Grecia arcaica

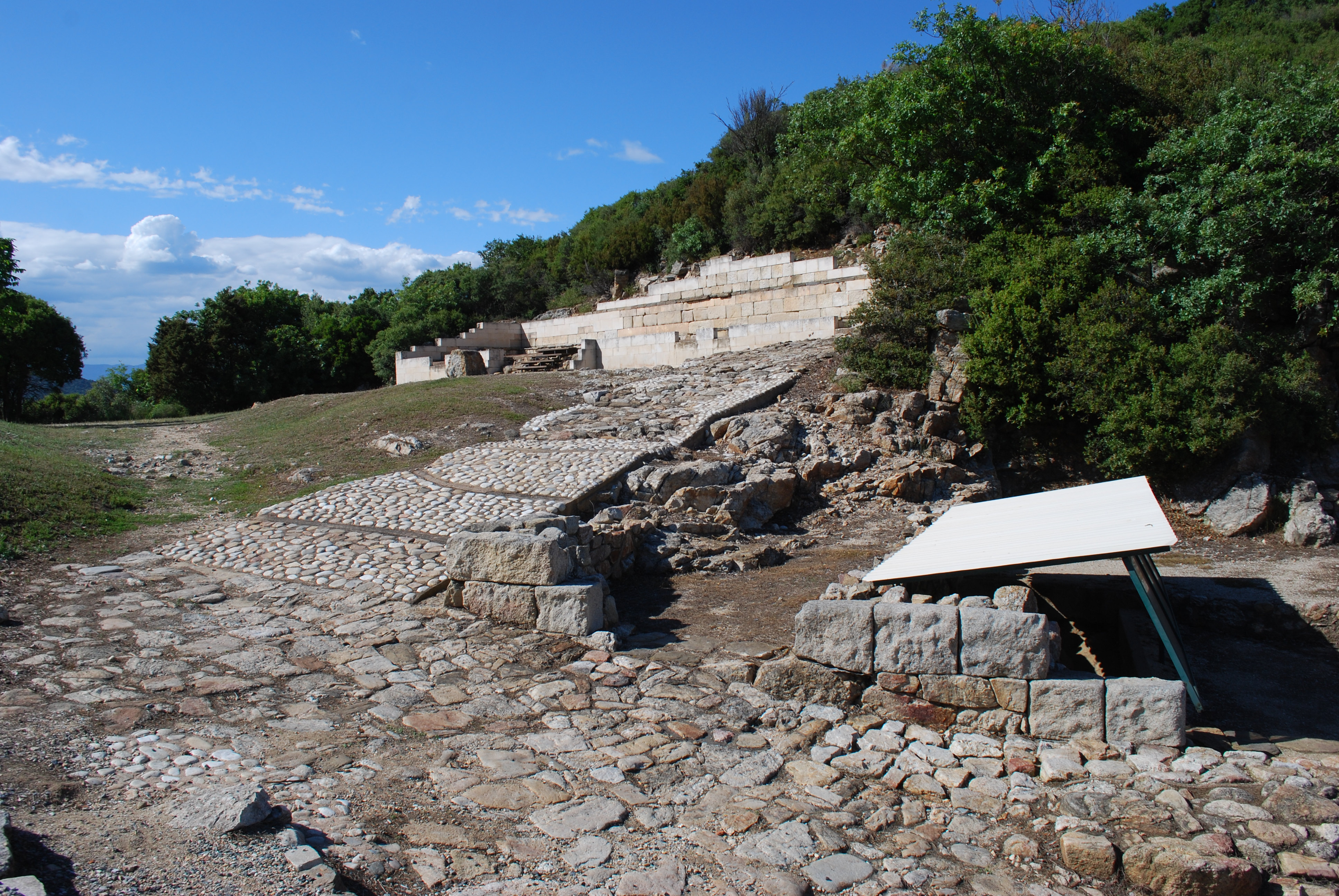
El yacimiento arqueológico de Estagira.

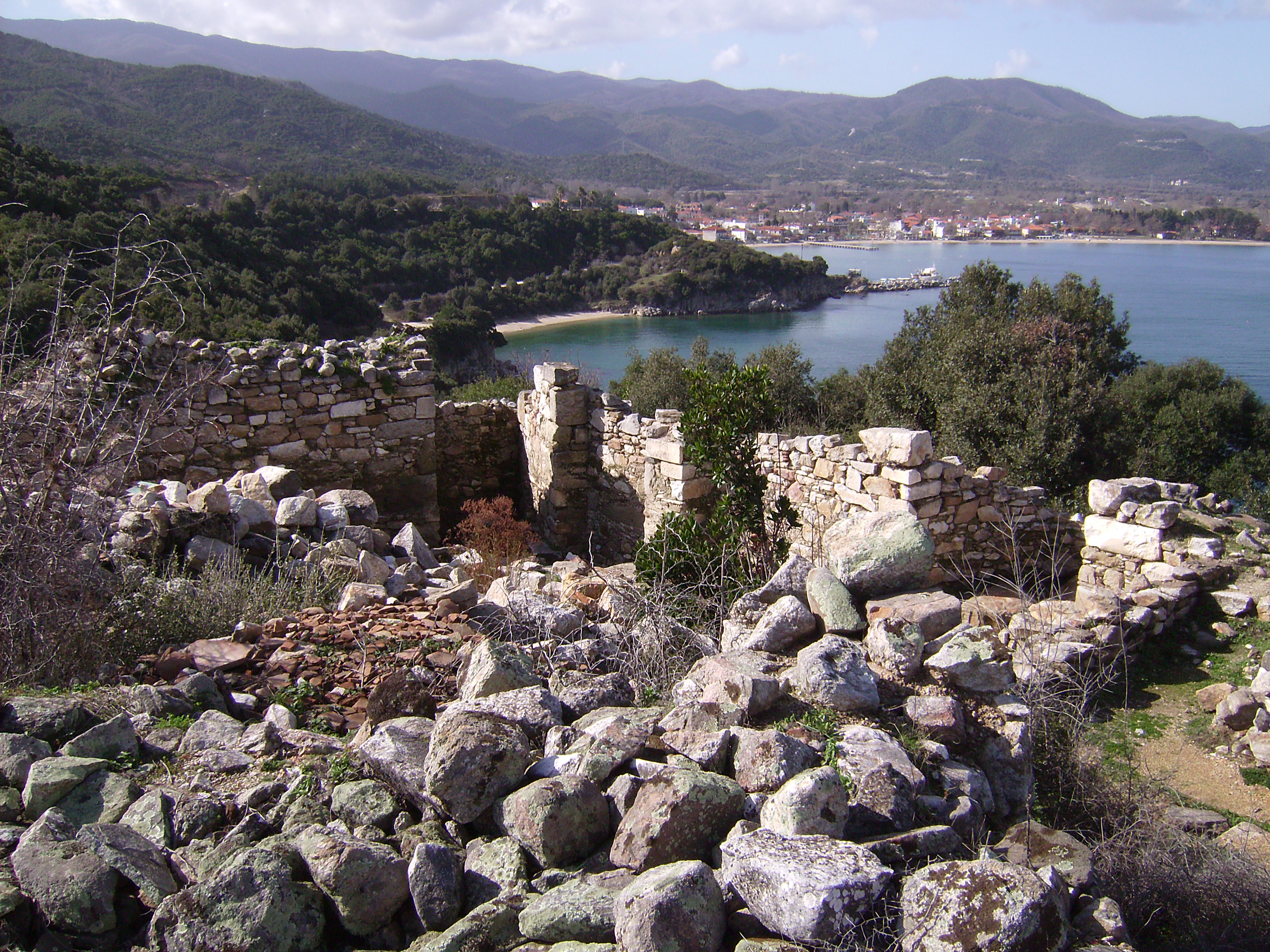
Ruinas de Estagira.

Estagira fue fundada en el año 655 a. C. por colonos griegos provenientes de la ciudad de Andros, en las islas Cícladas.  Más tarde, la ciudad fue migrada a Kalke por habitantes de Eubea.

### Grecia clásica
Su periodo de mayor esplendor fue alrededor del 500-350 a. C.  Fue una de las ciudades que atravesó el ejército del rey aqueménida Jerjes I en el 480 a. C., en el marco de las guerras médicas. Posteriormente formó parte de la Liga de Delos, dirigida por Atenas, pero la abandonó en 424 a. C. y se rindió a las fuerzas espartanas dirigidas por Brásidas: como consecuencia, fue asediada en 422 a. C. por el demagogo ateniense Cleón. Sin embargo, Cleón no logró apoderarse de la ciudad, y otras ciudades que había perdido en la región, como Acanto y Anfípolis, pero fracasó. por lo que fue satirizado en la comedia Los caballeros de Aristófanes.
Fue el lugar de nacimiento del filósofo Aristóteles (c. 384 a. C.), conocido a veces por esa razón como «el Estagirita».
Varios decenios después fue conquistada por Filipo II de Macedonia, que destruyó la ciudad, pero la reconstruyó más tarde en agradecimiento por los servicios de Aristóteles como tutor de su hijo, el futuro Alejandro Magno. Además, los antiguos habitantes que habían sido esclavizados fueron devueltos a la ciudad. Más tarde, Filipo o Alejandro Magno restauraron la ciudad en agradecimiento a Aristóteles. Según la tradición griega, el cuerpo de Aristóteles fue trasladado a la ciudad por los habitantes de Estagira tras su muerte. Se construyó un altar sobre su tumba, se le nombró «fundador» de la ciudad y se estableció un festival de Aristóteles en su honor.En esta época se construyeron nuevas infraestructuras, incluyendo un santuario dedicado a la diosa Deméter, un acueducto y otros edificios.
Según un manuscrito de la Biblioteca Marciana de Venecia y una biografía árabe de Aristóteles, tras la muerte de este en Calcis en 322 a. C. sus restos fueron trasladados a Estagira por los habitantes de la ciudad en una urna de cobre. Crearon un monumento funerario que denominaron «Aristotelión», donde erigieron un altar, e instituyeron unas grandes fiestas anuales en su honor, denominadas «Aristotélicas».En 2016 se anunció, durante el congreso internacional «Aristóteles, 2400 años», el posible descubrimiento en Estagira del sepulcro donde se habrían depositado sus cenizas.

### Grecia romana
En tiempos de Estrabón estaba desierta. El geógrafo indica que tenía un puerto que se llamaba Capro y un islote con ese mismo nombre.
Sin embargo, la ciudad no sobrevivió mucho tiempo después, al menos no como una ciudad importante, y fue finalmente abandonada en algún momento de la período helenístico o, a más tardar, en la período romano. En la Edad media bizantina alrededor del año 1000, se construyó una fortaleza en el lugar.
Las excavaciones arqueológicas comenzaron a finales de la década de 1960. Han continuado desde 1990 y siguen en curso. Las ruinas también han sido restauradas como parte de las investigaciones.

## Edificios y hallazgos

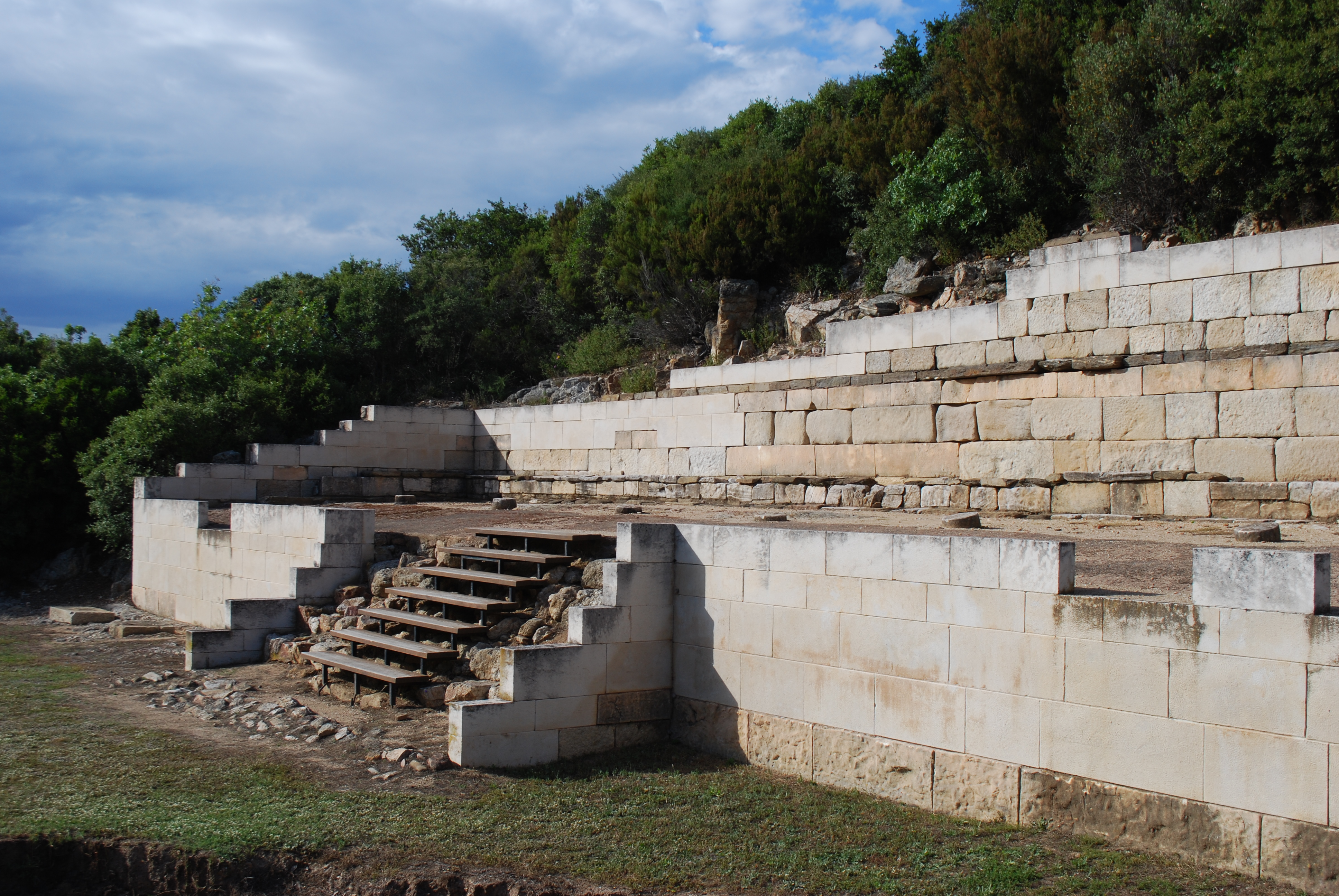
Ruinas de la estoa del ágora.

Estaba construida sobre una península, hoy conocida como Liotópi. La ciudad se alzaba sobre dos colinas, la más baja en el extremo norte del promontorio y la acrópolis más alta a los pies del promontorio. El asentamiento original estaba en la colina septentrional, mientras que la colina meridional se amplió a medida que aumentaba la población en el 400 a. C.
El templo principal de la ciudad estaba situado en el lado noreste de la colina más septentrional. Se construyó en la época arcaica, en torno al 500 a. C. Se desconoce a qué dios estaba dedicado.  También se han encontrado dos santuarios más pequeños en la ladera de la misma colina, uno de los cuales estaba dedicado a Deméter. Se han identificado numerosas casas particulares y talleres de las épocas arcaica, clásica y helenística. Las calles de la ciudad estaban pavimentadas.
La ciudad estaba rodeada por una muralla de unos dos kilómetros de largo y dos metros de grosor, con varias torres cuadradas y redondas. Las murallas estaban construidas con piedra caliza y mármol de diferentes estilos. El ágora estaba situado en la cima de dos colinas. En su extremo se encontraba la estoa, con columnas de unos 26 x 6 m, utilizada en las reuniones políticas de la ciudad.
Los hallazgos de la ciudad se encuentran en el Museo Arqueológico de Polígiros.